# Хохотуй
Хохоту́й (бур. Хуhатай) — село в Петровск-Забайкальском районе Забайкальского края России. Административный центр и единственный населённый пункт сельского поселения «Хохотуйское».

## География
Расположено на северо-востоке района, в 75 км к востоку от города Петровск-Забайкальского, на левом берегу реки Хохотуй, недалеко от её впадения в одну из проток реки Хилок.

## Происхождение названия
Название Хохотуй бурятского происхождения и не имеет отношения к слову хохотать. По одной из версий, данный топоним происходит от хуһан — берёза, хуһатай — берёзовое. В окрестностях села действительно произрастает много берёз. По другой версии, в основе названия лежит бурятское хүхэ — синий. Недалеко есть гора, которая при определённом освещении может показаться синей.

## История
Основано в 1899 году как посёлок при строительстве Транссиба. В начале XX века в селе был паровой лесопильный завод, которым владели Дугоржап Дабданов из Цолги и купец И. А. Загузин.
В 1940-х годах в Хохотуе находились японские военнопленные, причём все они были бывшими служащими Южно-Маньчжурской железной дороги. Их труд использовался при заготовке древесины.

## Население
| 1926  | 1989  | 2002  | 2010  | 2012  | 2013  | 2014  |
| ----- | ----- | ----- | ----- | ----- | ----- | ----- |
| 658   | ↗1931 | ↘1846 | ↘1590 | ↘1581 | ↘1545 | ↘1490 |
| 2015  | 2016  | 2017  | 2018  | 2019  | 2020  | 2021  |
| ↘1485 | ↘1464 | ↘1460 | ↗1462 | ↘1429 | ↘1406 | ↘1305 |

По данным переписи 2010 года в Хохотуе проживали 1590 человек, из них 752 мужчины и 838 женщин.
Среди жителей Хохотуя — старообрядцы, переселившиеся из сёл Красный Чикой и Урлук.

## Инфраструктура
Станция Хохотуй Забайкальской железной дороги, лесопильные предприятия.

## Разное
Входит в Перечень населённых пунктов Забайкальского края, подверженных угрозе лесных пожаров.